# Campionato niueano di calcio
Il Campionato niueano di calcio o Niue Soccer Tournament è la massima competizione calcistica di Niue.

## Niue Soccer Tournament - Squadre 2005
- Alofi
- Ava
- Avatele
- Hakupu
- Liku
- Muta
- Talava FC
- Tuapa
- Vaiea

## Albo d'oro
- 1985: Alofi (l'Hakupu, primo al termine del girone all'italiana, si rifiutò di disputare lo spareggio ritenendo si dovesse considerare la differenza reti per sancire la squadra vincitrice del campionato[1])
- 1986: Sconosciuto
- 1987: Sconosciuto
- 1988: Sconosciuto
- 1989: Sconosciuto
- 1990: Sconosciuto
- 1991: Sconosciuto
- 1992: Sconosciuto
- 1993: Sconosciuto
- 1994: Sconosciuto
- 1995: Sconosciuto
- 1996: Sconosciuto
- 1997: Sconosciuto
- 1998: Lakepa
- 1999: Talava FC
- 2000: Talava FC
- 2001: Alofi Football Club
- 2002: Sconosciuto
- 2003: Sconosciuto
- 2004: Talava FC
- 2005: Talava FC
- 2006: Sconosciuto
- 2007: Sconosciuto
- 2008: Sconosciuto
- 2009: Sconosciuto
- 2010: Vaiea United
- 2011: Vaiea Sting
- 2012: Vaiea Sting